# Кентшинський повіт
Кентшинський повіт (пол. powiat kętrzyński) — один з 19 земських повітів Вармінсько-Мазурського воєводства Польщі.
Утворений 1 січня 1999 року в результаті адміністративної реформи.

## Загальні дані
Повіт знаходиться у північній частині воєводства.
Адміністративний центр — місто Кентшин.
Станом на 1.01.2008 населення становить 65 753 осіб, площа 1212,99 км².
На терени повіту були депортовані 5056 українців з українських етнічних територій у 1947 році (т. з. акція «Вісла»).

## Демографія
Демографічні дані повіту станом на 30.06.2005:
|       | Всього | Всього | Жінки  | Жінки | Чоловіки | Чоловіки |
| ----- | ------ | ------ | ------ | ----- | -------- | -------- |
|       | осіб   | %      | осіб   | %     | осіб     | %        |
| Повіт | 66 784 | 100    | 34 089 | 51    | 32 695   | 49       |
| Міста | 38 159 | 100    | 19 953 | 52,3  | 18 206   | 47,7     |
| Села  | 28 625 | 100    | 14 136 | 49,4  | 14 489   | 50,6     |